# Steenderen
Steenderen is een plaats in de gemeente Bronckhorst in de Achterhoek in de Nederlandse provincie Gelderland.
Het heeft ruim 2000 inwoners en een kleine 2.285 inclusief de buitengebieden. Steenderen is vooral bekend omdat hier de fabrieken van Aviko en een kaasfabriek van FrieslandCampina staan.

## Geschiedenis
De naam Steenderen werd rond het jaar 1000 voor het eerst genoemd. Begin 14e eeuw werd het kasteel Spaansweerd gebouwd. Het kasteel Heeckeren speelde een rol in de twisten tussen de Heeckerens en Bronckhorsten.
In 1782 verwoestte een grote brand de Sint-Remigiuskerk, de school, het meestershuis en twintig andere huizen. Oorzaak was een blikseminslag in de kerktoren. De Tachtigjarige Oorlog had een grote impact op het dorp en de omgeving. Boeren werden verjaagd en het platteland bleef vervolgens enkele jaren vrijwel onbewoond. Door modernisering, sanering en ruilverkaveling daalde in de 20e eeuw de werkgelegenheid ten gunste van de industrie.
Tot 1 januari 2005 was Steenderen een zelfstandige gemeente, die behalve Steenderen zelf de plaatsen Baak, Olburgen, Toldijk, Bronkhorst en Rha omvatte. Ten gevolge van een gemeentelijke herindeling in dat jaar werd Steenderen samengevoegd met de buurgemeenten Hummelo en Keppel, Vorden, Zelhem en Hengelo tot de gemeente Bronckhorst.
Even buiten het dorp staat langs de Spaensweertweg de Bronkhorstermolen, een korenmolen uit 1844.

## Geboren in Steenderen
- Johan van Lochteren Stakebrant (1758-1826), bestuurder, militair en politicus
- Constantijn Johan Wolterbeek (1766-1845), viceadmiraal en directeur-generaal van de Marine
- Joannes Jansen (1794–1852), scherprechter
- Evert Jan Harmsen (1930-2005), politicus
- Derk Jan Eppink (1958), journalist, columnist en politicus
- Bert Maalderink (1963), sportjournalist
- Milan Hilderink (2002), voetballer

## Foto's

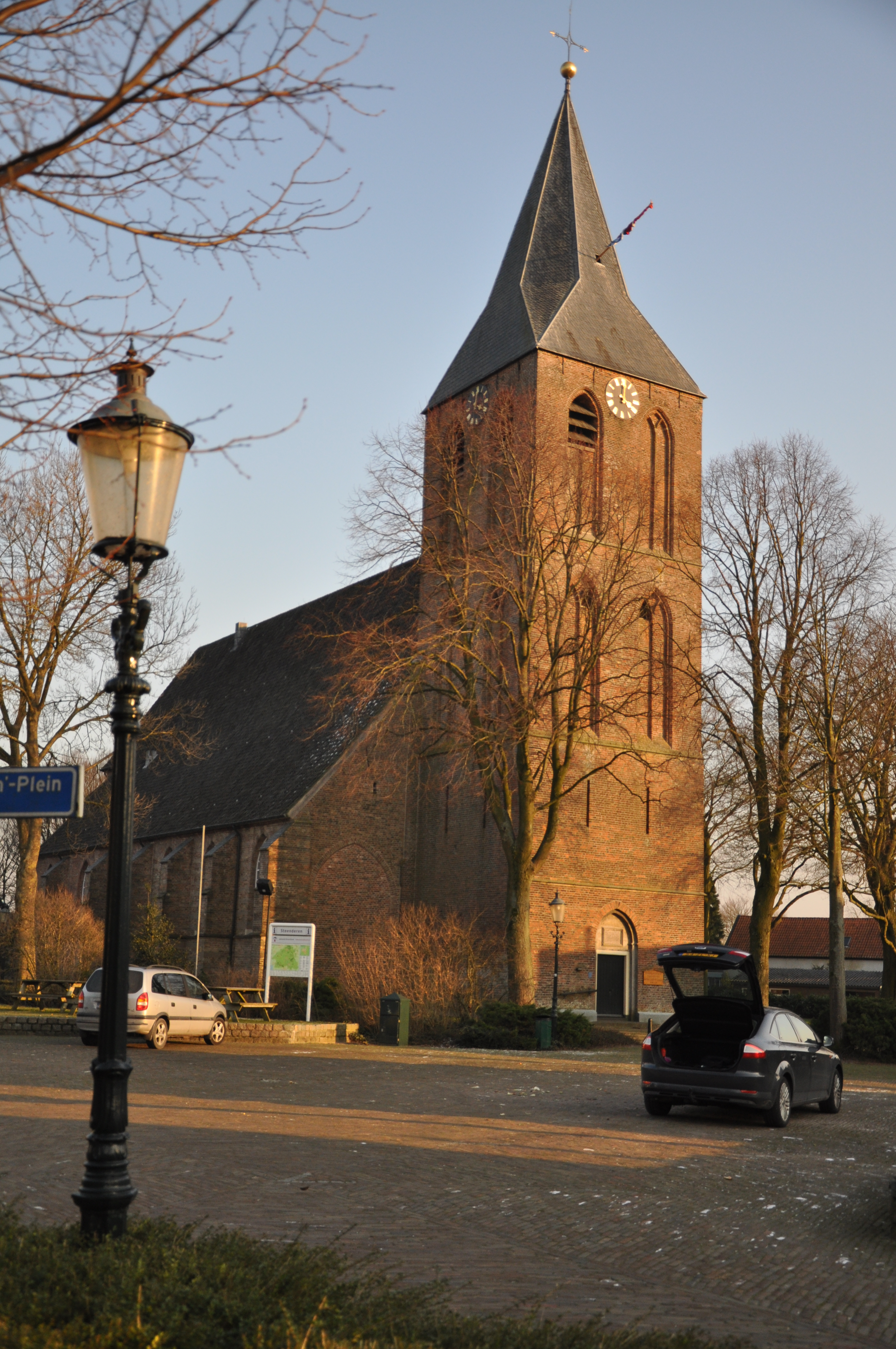
Protestantse kerk
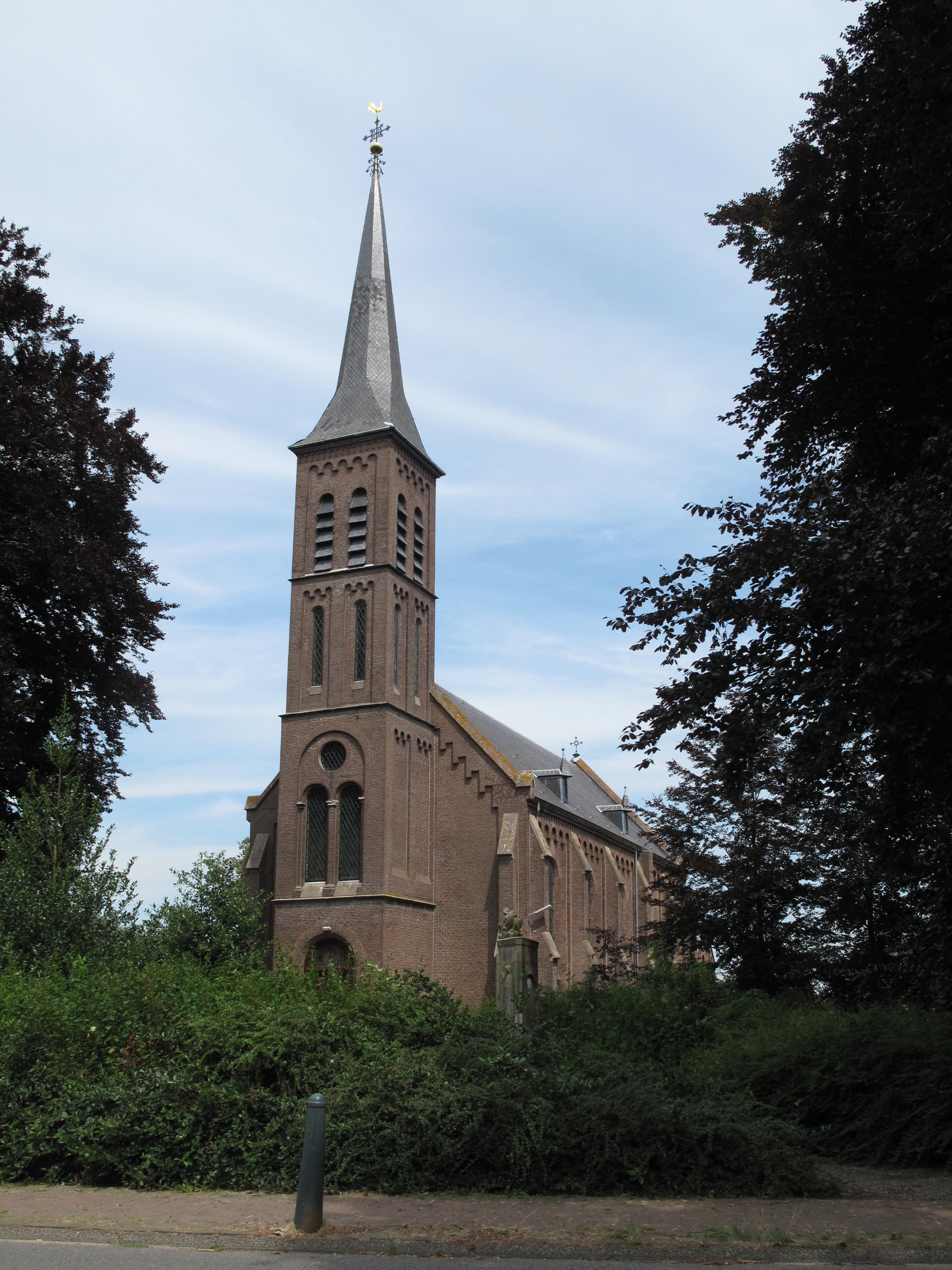
Katholieke Willibrorduskerk
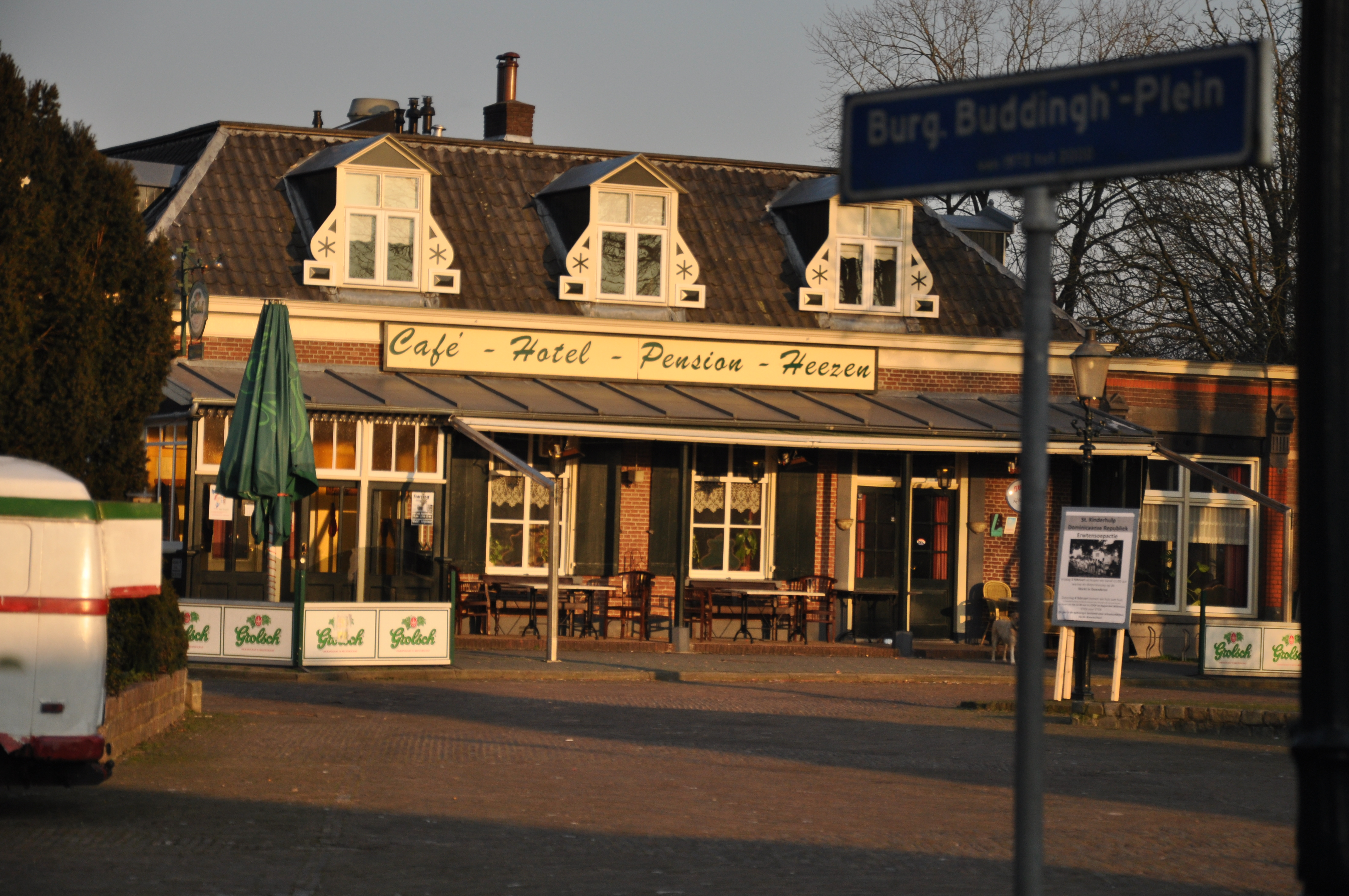
Café
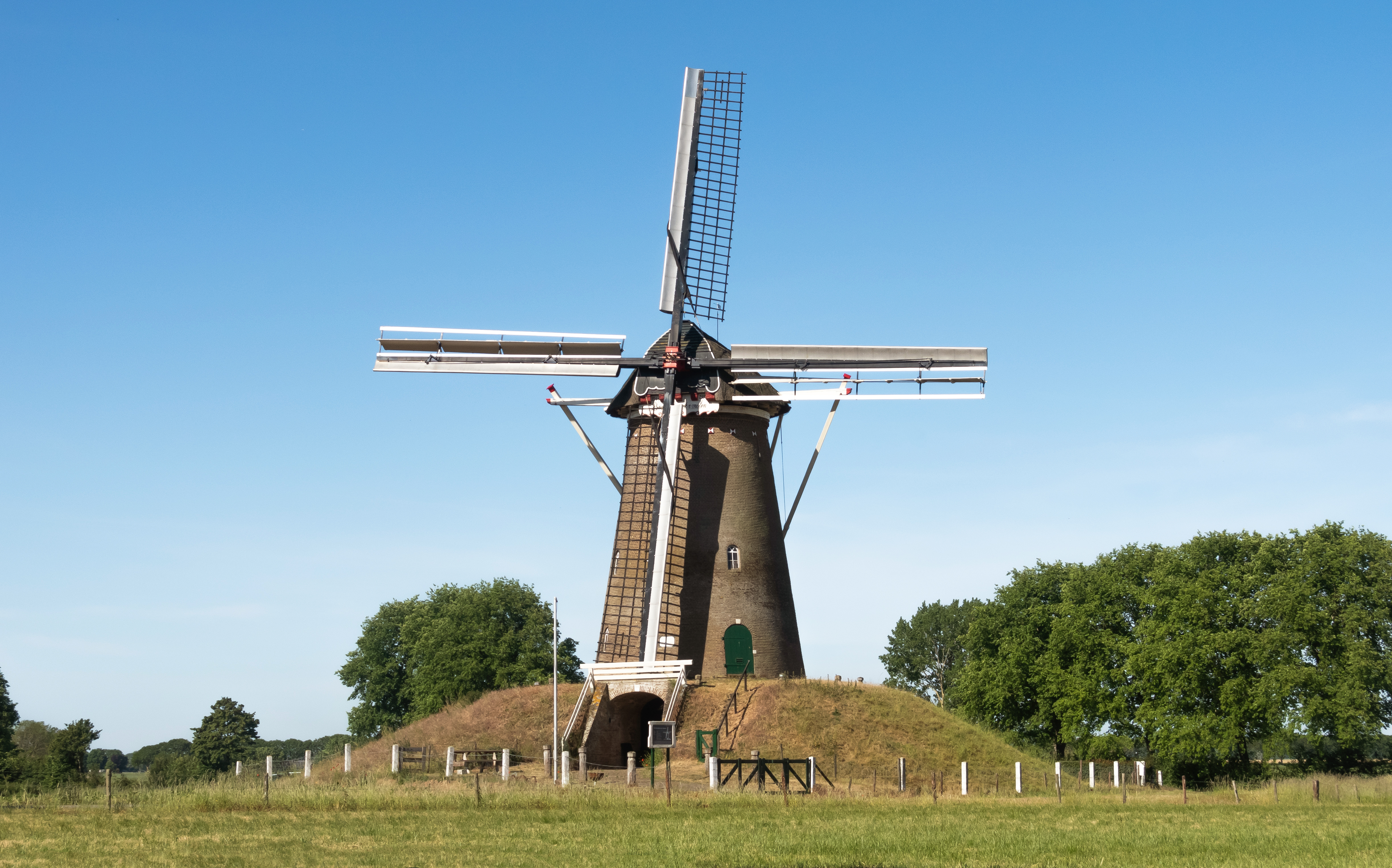
Bronkhorstermolen

Hoofdplaats: Hengelo      Stadjes: Bronkhorst · Laag-Keppel

Dorpen: Achter-Drempt · Baak · Drempt · Halle · Hengelo · Hoog-Keppel · Hummelo · Keijenborg · Kranenburg · Olburgen · Steenderen · Toldijk · Velswijk · Vierakker · Voor-Drempt · Vorden · Wichmond · Zelhem

Buurtschappen: Bekveld · Delden · Dunsborg · Eldrik · Gooi · Halle-Heide · Halle-Nijman · Heidenhoek · Heurne (deels) · Linde · De Meene · Medler · Meuhoek · Mossel · Noordink · Oosterwijk · Rha · Varssel · Veldhoek (deels) · Veldwijk · Wassinkbrink · Wientjesvoort · Wildenborch · Winkelshoek · Wittebrink · Wolfersveen

Voormalige gemeenten: Hengelo · Hummelo en Keppel · Steenderen · Vorden · Zelhem

Gelderland · Steden en dorpen in Gelderland      Nederland · Provincies · Gemeenten